# Bertha Maria Ahlgren
Bertha Maria Ahlgren. född 14 juli 1872 i Södra Åsarps församling, Älvsborgs län, död 25 juni 1969, var en svensk konstnär.
Hon var dotter till kyrkoherden Carl August Ahlgren och Betty Schånberg. Bland Ahlgrens offentliga arbeten märks altartavlan Kristus hugsvalaren i Länghems kyrka som hon utförde 1893.
Ahlgren var gift med kyrkoherde Daniel Ljungnér (1885–1943). Makarna är begravda på Grimetons kyrkogård.